# Hoplaster kupe
Hoplaster kupe is een zeester uit de familie Odontasteridae.
De wetenschappelijke naam van de soort werd in 1973 gepubliceerd door Donald George McKnight.